# شستوو
شستوو (به لاتین: Shestovo) یک منطقهٔ مسکونی در روسیه است که در استان آرخانگلسک واقع شده‌است.